# Jens Nowotny
Jens Nowotny, nemški nogometaš, * 11. januar 1974, Malsch, Zahodna Nemčija.